# 흐루딤구

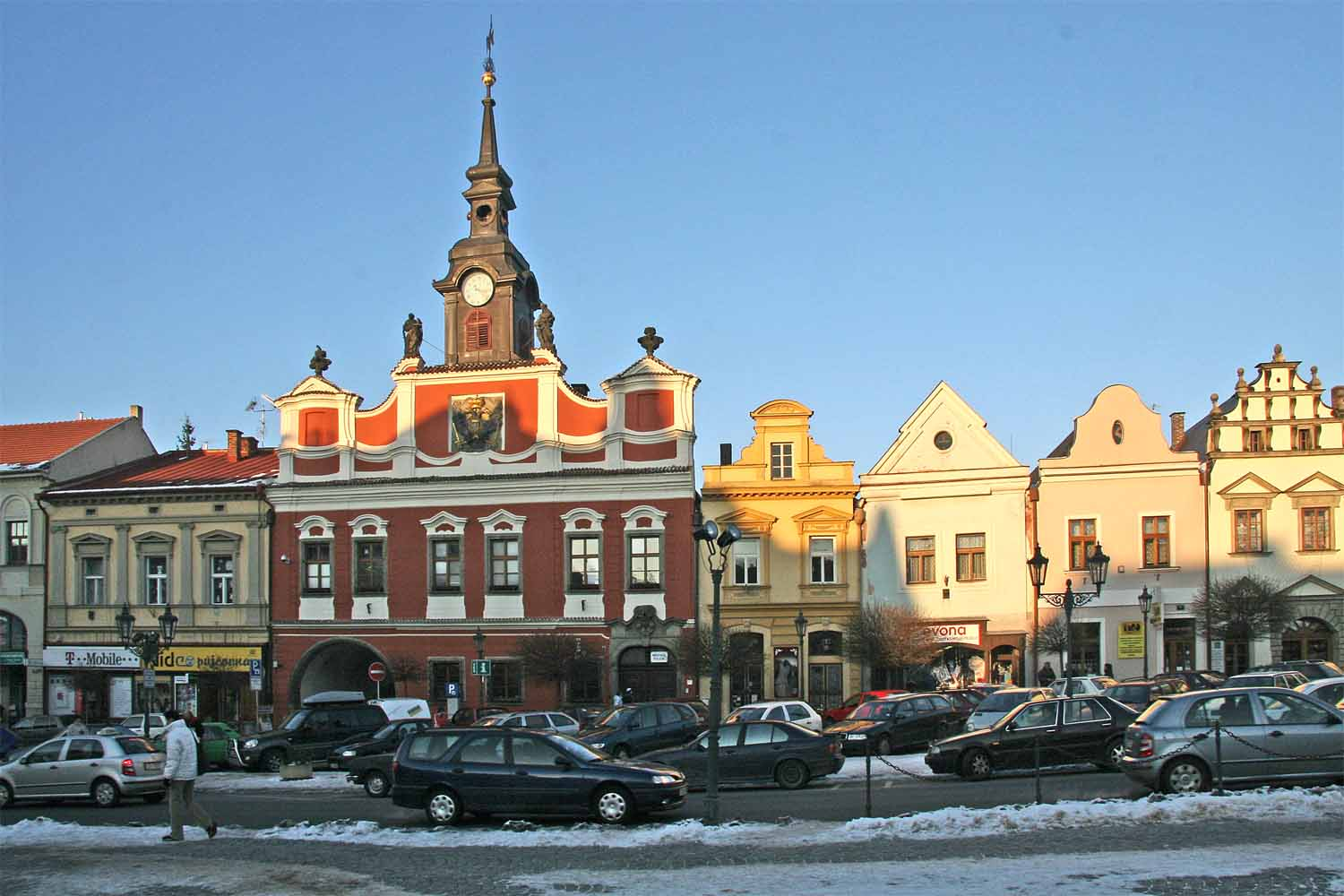
흐루딤구의 행정 중심지인 흐루딤

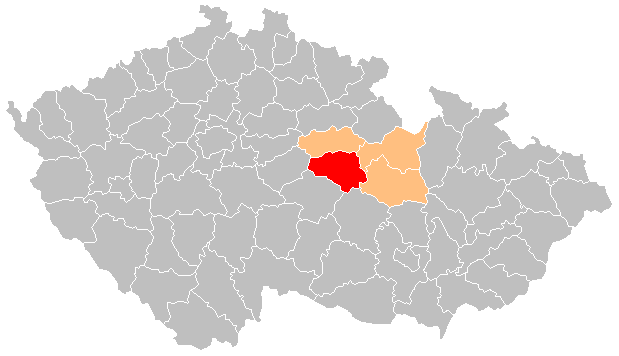
흐루딤구의 위치

흐루딤구(체코어: Okres Chrudim)는 체코 파르두비체주를 구성하는 4개 구 가운데 하나로 행정 중심지는 흐루딤이며 면적은 1,032.66km2, 인구는 104,344명(2019년 1월 1일 기준), 인구 밀도는 100명/km2이다.
파르두비체주 서부에 위치하며 108개 지방 자치체(18개 시, 90개 마을)를 관할한다. 파르두비체주 파르두비체구, 우스티나트오를리치구, 스비타비구, 비소치나주 주댜르나트사자보우구, 하블리치쿠프브로트구, 중앙보헤미아주 쿠트나호라구와 접한다.